# Kamaiurá
I Kamaiurá sono un gruppo etnico del Brasile con una popolazione stimata in 467 individui nel 2011 (Ipeax).

## Lingua
Parlano la lingua kamayurá (codice ISO 639-3 kay) che appartiene alle lingue tupi-guaraní. Molti Kamayura parlano anche il portoghese.

## Insediamenti
Vivono nello stato brasiliano del Mato Grosso, all'interno del Parco Nazionale dello Xingu. Sono stanziati nella regione della confluenza dei fiumi Kuluene e Kuliseu e nei pressi del lago di Ipavu ("acqua grande" in lingua kamaiurá). Il villaggio si trova a circa 500 metri dalla riva sud del lago. Nel 1954, dopo una grave epidemia di morbillo, la popolazione si ridusse a 94 membri. Nel 1887 la popolazione era stata stimata in 264 membri.

## Organizzazione sociale
Sono in gran parte pescatori e cacciatori. La società dei Kamayurá comprende diversi villaggi, un gruppo di fratelli sono i proprietari di ogni casa, e decidono quali compiti devono essere svolti ogni giorno dai membri. Dopo il matrimonio il marito va a vivere nella casa dei genitori della moglie. Con i matrimoni si formano importanti alleanze.
I due sessi vengono separati poco dopo la pubertà. Ai bambini viene insegnato come cacciare le prede con arco e freccia, svolgere lavori pesanti, e come creare un cesto. Devono praticare la lotta ogni giorno per rinforzare i muscoli. Gli viene insegnato come combattere a mani nude e ad avere un forte senso del comando per avere cura delle proprie famiglie in futuro. Questa divisione continua fino a cinque anni.
Le ragazze imparano a tessere dei tappetini e a svolgere mansioni casalinghe. Dopo alcuni anni sono pronte per sposarsi, assumendo un nuovo nome e facendosi bucare l'orecchio. Imparano a danzare e a prendersi cura della famiglia.

### Commercio
Archi e frecce costruiti con materiali di qualità, cinture fatte con gusci di chiocciola e oggetti in ceramica vengono scambiati con le altre tribù. Reti per la pesca, canoe, flauti e amache vengono prodotti come beni specializzati.

### Dieta
La dieta tradizionale dei Kamayura è formata dal pesce, beiju, porridge, pepe e banane. Il pesce è la fonte principale di proteine. Gli uccelli vengono cacciati nella foresta e le bacche vengono consumate come supplemento. La maggior parte degli animali con pelo sono considerati tabù.

### Il villaggio
Il villaggio Kamayurá è circondato dalla foresta, compreso in un tetto rotondeggiante, decorato con erba (simile allo shabono), e all'interno si trova la "casa dei flauti", con strumenti a fiato chiamati jakui, che possono essere usati solo dagli uomini. Di fronte a quella casa si trova una zona adibita a ritrovi, dove gli uomini discutono vari argomenti come la preparazione per la pesca, le feste, etc. Le case di ogni famiglia possiedono un giardino privato.